# Fujiwara (familie)
De Fujiwara-clan (Japans: 藤原氏, Fujiwara-shi, Fujiwara-uji) is een Japanse familie die grote politieke macht had in de middeleeuwen. Leden van de familie regeerden het land lange tijd als regenten van de keizers.
De stichter van de familie was Nakatomi no Kamatari. Hij was betrokken bij een paleisrevolutie in 645, waarbij de Soga-familie de macht verloor. Met prins Naka no Ōe (de latere keizer Tenji) was hij de belangrijkste persoon in deze machtsgreep en in de daaropvolgende Taika-reformatie. De naam 'Fujiwara' kreeg hij als erenaam bij zijn overlijden.
Kamatari's zoon Fujiwara no Fuhito was de belangrijkste steun voor keizerin Jitō, de dochter van Tenji. Een van zijn dochters, Miyako trouwde met keizer Monmu. Hun zoon, keizer Shōmu trouwde met een andere dochter van Fuhito, Kōmyō Kōgō.
Niet alle Fujiwara bleven vertrouwelingen van de troon. Hirotsugu, een kleinzoon van Fuhito, werd door keizer Shōmu verbannen naar Kyushu, en kwam daar in opstand. De opstand werd neergeslagen. In het algemeen echter waren de Fujiwara, inmiddels uiteengevallen in verschillende takken, erg succesvol. Ze bezaten landgoederen, hielden hoge posten en hadden invloed op de keizer. De macht van de Fujiwara blijkt duidelijk uit de familierelaties van de keizers: Veel keizers hadden een Fujiwara als moeder en waren ook zelf weer met een Fujiwara getrouwd.
Midden 9e eeuw was de invloedrijkste tak de Hokka Fujiwara, het Noordelijke Huis. Hun leider, Fujiwara no Yoshifusa, werd in 866 sesshō (regent) van kind-keizer Seiwa, zijn kleinzoon. Het was de eerste keer dat iemand die geen lid van de keizerlijke familie was die titel kreeg. Hij werd in die rol opgevolgd door zijn zoon Mototsune, die zijn regentenfunctie, met de nieuwe titel kanpaku, voortzette ook nadat de keizer volwassen was geworden. Dit werd de nieuwe orde: De keizers waren feitelijk machteloos, en de werkelijke macht was in handen van een sesshō of kanpaku, uit het huis van Yoshifusa, dat daarom Sekkanke (sesshō-kanpaku) Fujiwara werd genoemd. Om hun invloed te houden, zorgden de Sekkanke Fujiwara dat de keizers vroeg troonsafstand deden, zodat er weer een jonge, onzelfstandige nieuwe keizer was, meestal iemand met sterke banden met het Fujiwara-huis.
De Sekkanke Fujiwara behielden hun macht tot de tijd van keizer Go-Sanjo (1068-1073). Deze keizer, een van de weinige die niet van Fujiwara-afkomst was, gebruikte onderlinge Fujiwara-rivaliteit en andere invloedrijke families aan het hof om de macht van de Fujiwara te breken. Hij stierf spoedig hierna, maar zijn zoon Shirakawa zette die politiek voort. Ook breidden zij de keizerlijke domeinen uit, waardoor de keizerlijke familie een vergelijkbare machtsbasis kreeg als de Fujiwara en de andere belangrijke adellijke families. Shirakawa deed in 1086 troonsafstand, maar vanuit het boeddhistische klooster waarin hij zich terugtrok was de ex-keizer de feitelijke machthebber in het land. Dit systeem van regering door een afgetreden keizer wordt het insei-systeem genoemd.
De Fujiwara bleven tot in de 19e eeuw hoge posten aan het keizerlijk hof houden, inclusief die van sesshō en kanpaku, maar van werkelijke politieke macht was, zeker vanaf de 14e eeuw, geen sprake meer. Die macht lag niet meer bij de keizer en zijn Fujiwara-regenten, maar kwam in handen van de shoguns.

## Nazaten

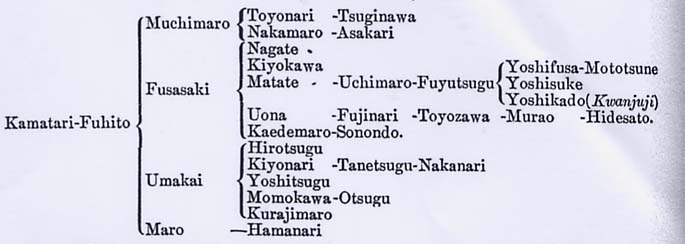
Stamboom van de Fujiwara-familie, gepubliceerd 1910